# Diluvicursor

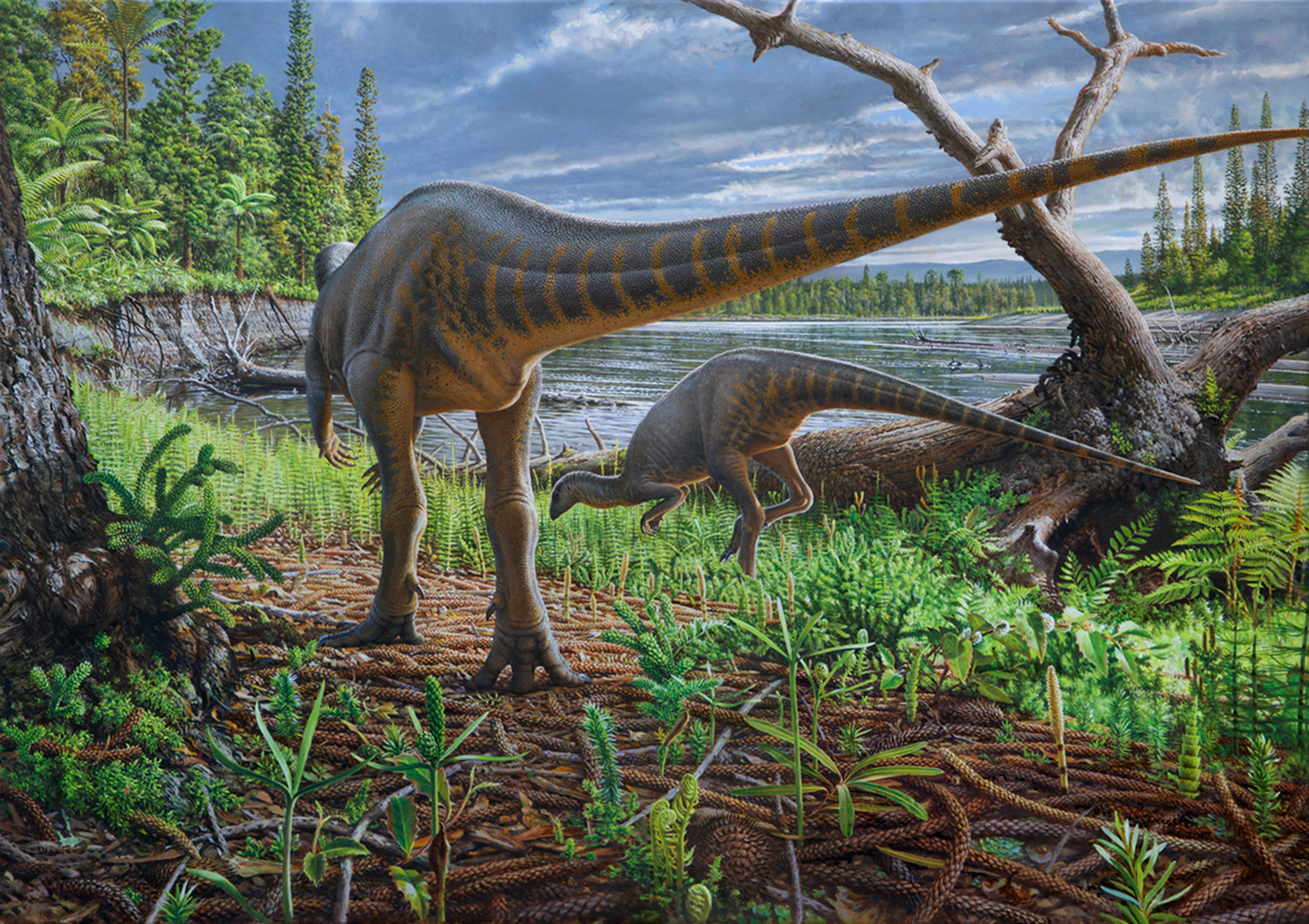
Diluvicursor

Diluvicursor pickeringi is een plantenetende ornitischische dinosauriër, behorend tot de Euornithopoda, die tijdens het vroege Krijt leefde in het gebied van het huidige Australië.

## Vondst en naamgeving
In 2005 werd aan de strandkust van Cape Otway, Victoria, op de Eric the Red West-vindplaats nabij de belangrijke vindplaats van de Dinosaur Cove, een fossiel ontdekt dat door de inwerking van de golven uit de rotsen erodeerde. Het werd in 2009 gemeld door Thomas Rich.

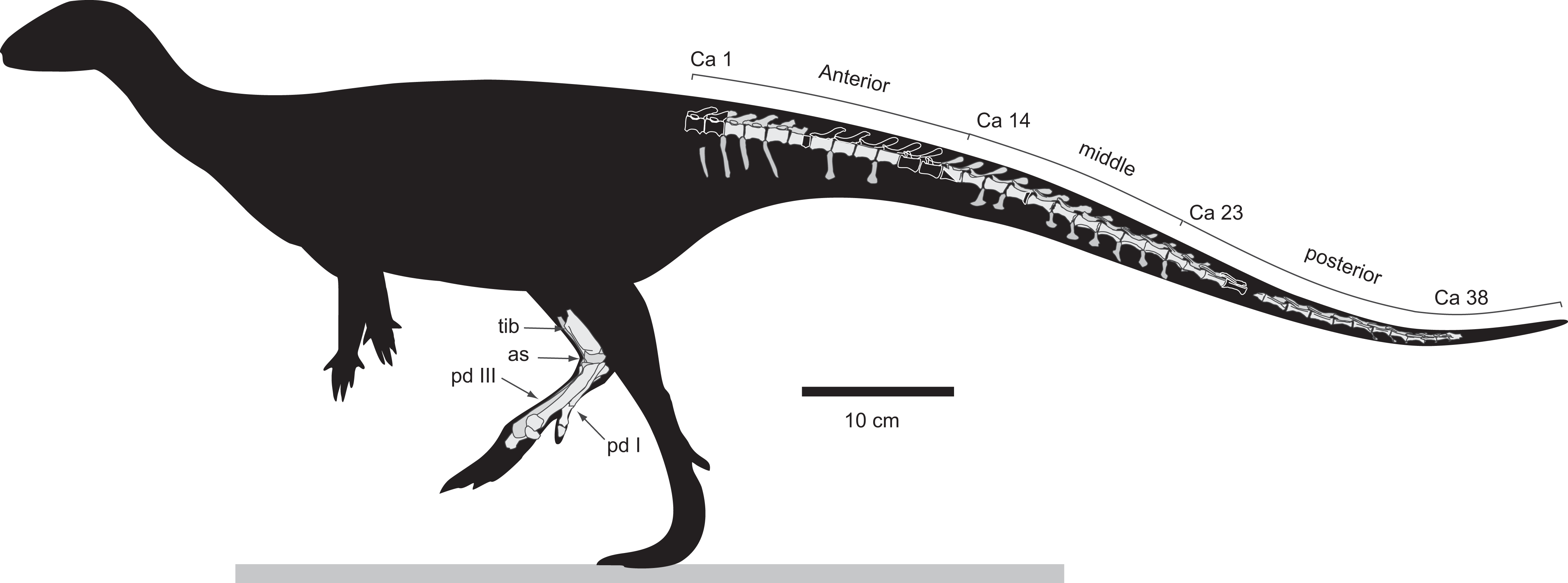
De gevonden botten van het holotype

In 2018 werd de typesoort Diluvicursor pickeringi benoemd en beschreven door Matthew C. Herne, Alan M. Tait, Vera Weisbecker, Michael Hall, Jay P. Nair, Michael Cleeland en Steven W. Salisbury. De geslachtsnaam is een combinatie van het Latijnse diluvium, "overstroming", en cursor, "renner". De naam is een verwijzing naar het zich bevinden in een laag modder die door een diepe snelle rivier moet zijn afgezet, en naar het feit dat het een kleine rennende tweevoetige vorm betreft. De soortaanduiding eert wijlen David A. Pickering, een Australische paleontoloog, Collection Manager of Vertebrate Palaeontology bij het Museum Victoria, die in december 2016 omkwam bij een verkeersongeval.

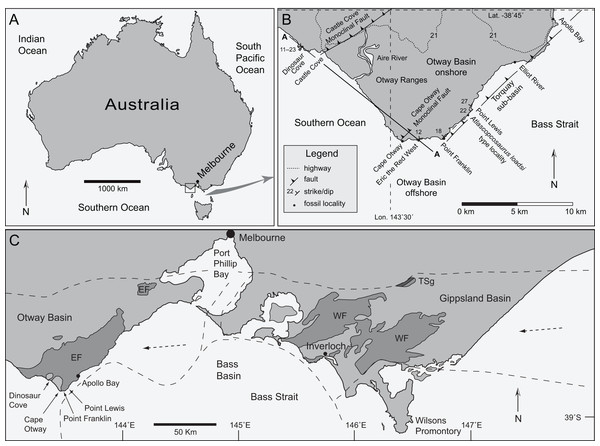
De vindplaats

Het holotype, NMV P221080, is gevonden in een laag zandsteen van de Eumerellaformatie die dateert uit het vroege Albien. Het bestaat uit een skelet zonder schedel, op een steenplaat. Bewaard zijn gebleven: de staart tot en met de achtendertigste staartwervel zonder de eerste twee staartwervels en de twaalfde staartwervel, en een deel van het rechteronderbeen, waaronder de onderkanten van het scheenbeen en het kuitbeen, alle enkelbeenderen, de middenvoet, de eerste teen, het eerste kootje van de tweede, derde en vierde teen en het tweede kootje van de vierde teen. De staart ligt in verband en het onderbeen ligt min of meer in een natuurlijke positie wat verder op de steenplaat, naast de staartbasis. Het betreft een jong dier.

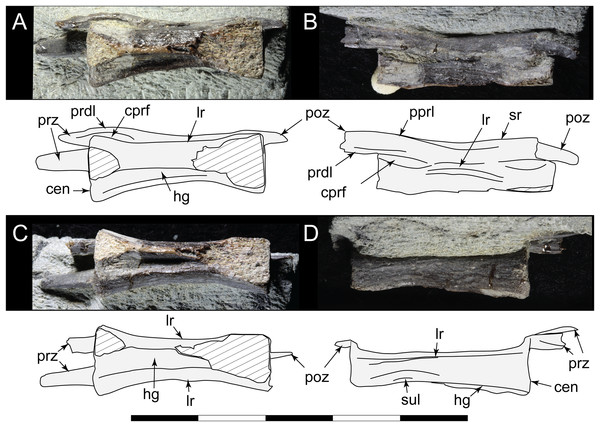
NMV P229456

Aan de soort is toegewezen specimen NMV P229456, een stuk staartwervel van een veel groter individu, op dezelfde locatie aangetroffen.
Diluvicursor zou identiek kunnen zijn aan Atlascopcosaurus, in dezelfde formatie gevonden, maar een afwijkende staartwervel, NMV P228342, toont aan dat er minstens twee Ornithischia in de vindplaats aanwezig waren.
De zandsteen zou zijn afgezet door een aanzienlijke stroom, een meanderende rivier met een breedte van een kilometer en een diepte van vijfentwintig meter. Het karkas zou door de stroom zijn meegevoerd en snel afgezet in een dikke laag modder. Nabij het karkas zijn hele boomstammen in het gesteente te vinden en het kreng zou daar in verstrikt zijn geraakt. Het skelet was vermoedelijk eerst vrij compleet en is pas door moderne erosie tot de huidige omvang teruggebracht.

## Beschrijving

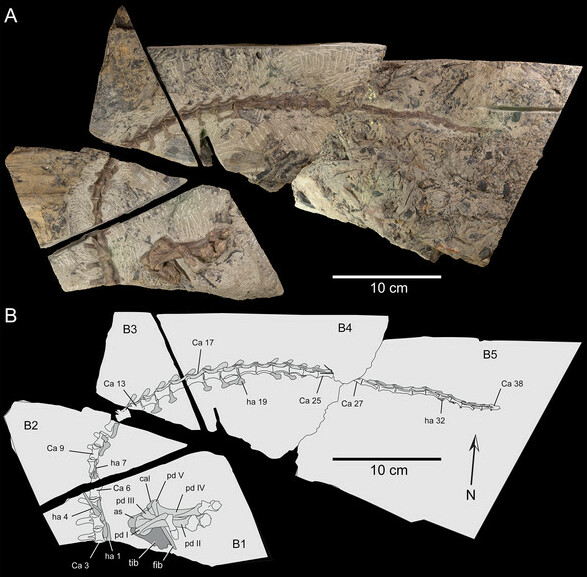
Het holotype

### Grootte en onderscheidende kenmerken
Het holotype is van een jong dier waarvan de lichaamslengte is geschat op 1,2 meter; de grootte werd vergeleken met die van een kalkoen. De toegewezen wervel wijst op een individu van 2,3 meter lang; de grootte werd vergeleken met die van een nandoe. Of dit de maximale omvang betreft, is onbekend. De lengte van het holotype wijst op een gewicht van slechts enkele kilogrammen; de beschrijvers wilden zich echter niet wagen aan een exacte schatting omdat het dijbeen ontbreekt, het bot uit de omtrek waarvan vaak geëxtrapoleerd wordt.
De beschrijvers wisten verschillende onderscheidende kenmerken vast te stellen. Daaronder zijn tien autapomorfieën, unieke afgeleide eigenschappen. Bij de derde staartwervel is de wervelboog laag, niet hoger dan het wervellichaam. Bij de derde tot en met zesde staartwervels zijn de doornuitsteeksels laag, niet hoger dan hun breedte van voor naar achter gemeten. Bij de derde tot en met vijfde staartwervel liggen de voorste gewrichtsuitsteeksels horizontaal op de basis van de wervelboog, naast het ruggenmergkanaal. Bij de voorste staartwervels ligt op de richel tussen het doornuitsteeksel en het voorste gewrichtsuitsteeksel een bultig uitsteeksel. Bij de achterste staartwervels ligt het verticaal nauwste gedeelte van het wervellichaam opvallend ver naar achter en wordt uitgehold door een trog. Alle achterste staartwervels zijn ingekerfd door een diepe groeve voor het contact met de chevrons. Bij de allerachterste staartwervels steekt een driehoekig uitsteeksel naar voren in een V-vormige inkeping in de achterrand van de voorliggende wervel. Bij de voorste staartwervels zijn de staartribben of zijuitsteeksels overdwars erg breed, gelijk aan 85% van de totale wervelhoogte inclusief chevron. Het buitenste onderste tarsale wordt aan de voorkant uitgehold door een trog voor het contact met het hielbeen. Het eerste kootje van de vierde teen is sterk asymmetrisch van boven bezien, als het kootje plat op de grond gedacht wordt, in de zin dat de uitholling van het bovenste gewrichtsvlak sterk naar het midden, de kant van het lichaam, uitsteekt terwijl de buitenste zijde, van het lichaam afgekeerd, recht is.

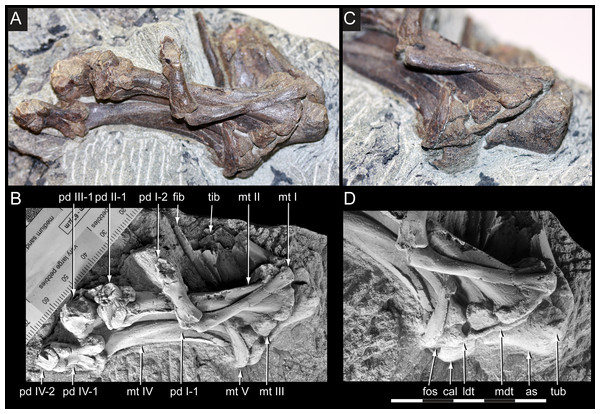
Het rechteronderbeen bij het holotype

Daarnaast is er een unieke combinatie van twaalf op zich niet unieke kenmerken. De onderkant van de middelste staartwervels is sterk uitgehold door de groeve die contact maakt met de chevron. Bij de middelste staartwervels helt het doornuitsteeksel onder een hoek van 30° met het verticale vlak naar achteren. Bij de middelste staartwervels is de onderkant van de chevron sterk van voor naar achter verbreed en staat af van de schacht. Bij de middelste staartwervels is de onderkant van de chevron symmetrisch verbreed en schijfvormig. Bij de meer achterste startwervels is de onderkant van de chevron asymmetrisch verbreed en laarsvormig. Het binnenste onderste tarsale is dun, rechthoekig, plaatvormig, golvend en toont een groeve op het bovenvlak die van voren naar achteren loopt tussen een trog aan de voorkant en een trog aan de achterkant. Het onderste uiteinde van het eerste middenvoetsbeen ligt naar achteren en binnen ten opzichte van de schacht van het tweede middenvoetsbeen. De eerste teen is van voor naar achteren gemeten en overdwars relatief smal, waarbij zowel het onderste uiteinde van het eerste middenvoetsbeen als de bovenkant van het eerste kootje van voor naar achter maar de helft van de overeenkomende dimensie bij de tweede digitus bezitten. Het eerste kootje van de eerste teen is asymmetrisch van boven bezien, als het kootje plat op de grond gedacht wordt, in de zin dat de uitholling van het bovenste gewrichtsvlak sterk naar het midden, de kant van het lichaam, uitsteekt terwijl de buitenste zijde, van het lichaam afgekeerd, recht is. De achterzijde van het tweede middenvoetsbeen is overdwars toegeknepen tot de helft van de overeenkomende dimensie bij het derde middenvoetsbeen. Op het bovenste gewrichtsvlak bezien heeft het tweede middenvoetsbeen een halvemaanvormig profiel, bol aan de binnenzijde en hol aan de buitenzijde. Op het bovenste gewrichtsvlak bezien heeft het tweede middenvoetsbeen een sleutelgatvormig profiel, met een insnoering.

### Skelet

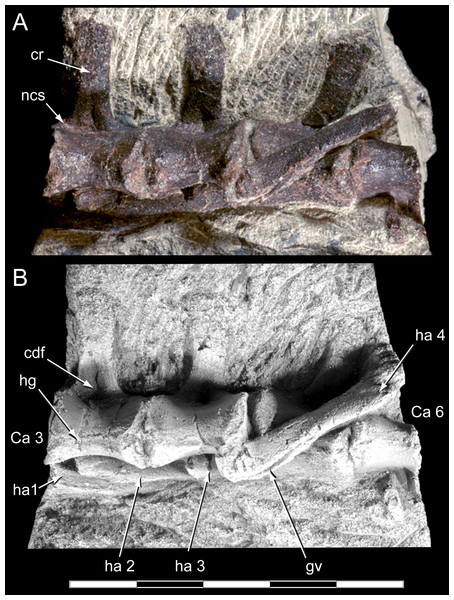
De voorste staartwervels, van onderen bezien met bovenaan de zijuitsteeksels zichtbaar

Het precieze aantal staartwervels is onbekend. De beschrijvers achtten het onwaarschijnlijk dat de achtendertigste de laatste is, hoewel hij dicht bij het staartuiteinde moet liggen. Ze dachten dat er hoogstens nog tien kleine werveltjes achteraan kwamen en dat het totaal dus vrijwel zeker onder de vijftig bleef.

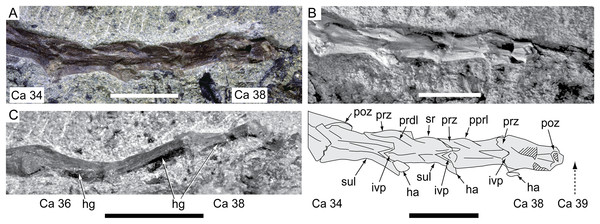
De allerachterste staartwervels

Bij Diluvicursor is de staartbasis opvallend laag en breed. De doornuitsteeksels zijn hier lager dan bij enige andere bekende euornithopode. Daarnaast hellen ze sterk naar achteren. Ze ontspruiten helemaal achteraan aan een zeer lage wervelboog en overhangen zo grotendeels de achterliggende wervel. Dat ze laag zijn, betekent niet dat ze heel kort zijn: in feite zijn ze in zijaanzicht tamelijk langwerpig en tongvormig. De lage hoogte wordt dus voor een groot deel veroorzaakt door het sterke hellen. De situatie lijkt op die van Valdosaurus hoewel daar de uitsteeksels nog langer zijn en minder hellen. De lage wervelboog leidt er ook toe dat de voorste gewrichtsuitsteeksels zich, uniek voor de Dinosauria, naast in plaats van schuin boven het ruggenmergkanaal bevinden. Hun verbindende dwarsrichel ligt zo ter hoogte van de richels tussen de voorste gewrichtsuitsteeksels en het doornuitsteeksel. Die richels hebben een gezamenlijk bultig uitsteeksel naar voren dat lijkt op de zygosfeen bij de Lepidosauromorpha die secundaire gewrichtsuitsteeksels hebben met de punt naar voren gericht. Anders dan bij die groep echter ontbreekt een holte, een zygantrum, op de achterkant van de voorliggende wervel om die punt te bergen en de structuur kan niet als homoloog worden beschouwd. De allerachterste bewaarde staartwervels hebben naar voren toe wel een V-vormige punt met uitholling op de voorliggende wervel. Het is onzeker hoever die punt zich naar beneden over het gewrichtsfacet uitstrekt. De punten vormen samen een visgraatpatroon. Dit systeem moet de staartpunt verstijfd hebben en is uniek in de Dinosauria. Wellicht was het een alternatief voor het gebruik van verbeende pezen. Dezelfde wervels hebben ook zeer diepe haemaalgroeven.

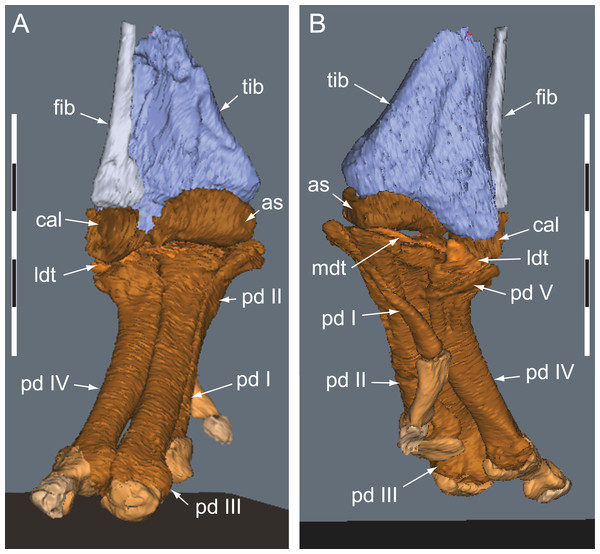
Reconstructie van het onderbeen

Verbeende pezen zijn alleen aangetroffen bij de voorste staartwervels. Het is dus niet zo dat de hele staart ingekapseld was in een "mand" van beendraden.
Het onderbeen heeft de typische brede vorm van euornithopoden, hoewel de binnenste beenstijl van het scheenbeen achteraan wat zwak ontwikkeld is. Overeenkomstig is de afgeronde achterrand van het sprongbeen op dit punt nogal dun. Er zijn twee onderste tarsalia. De middenvoet heeft de oorspronkelijke vorm van de Euornithopoda. Het vijfde middenvoetsbeen is nog aanwezig als een beensplinter en de eerste teen heeft, hoewel dun, nog twee kootjes. De eerst een vijfde digiti liggen helemaal achter de middelste elementen en de middenvoet helemaal heeft zo een compacte cilindervorm. De middenvoet maakt door afschuining van het bovenvlak een hoek van 30° met het onderbeen. Zowel het eerste als het vijfde middenvoetsbeen dragen nog bij aan het bovenvlak. De trog in het onderste buitenste tarsale maakte het mogelijk dat het hielbeen en het vierde middenvoetsbeen elkaar direct raakten, wat uniek is voor de Euornithopoda en binnen de Ornithischia verder alleen bekend is van de Stegosauria.

## Fylogenie
Een cladistische analyse vond Diluvicursor basaal in de Cerapoda. Het slechts aanwezig zijn van de staart en de achterpoot zorgde voor een slechte resolutie waarbij de soort in een polytomie ofwel "kam" viel met grote aantallen andere soorten waarvan de onderlinge verwantschappen niet konden worden vastgesteld. De plaatsing in de Euornithopoda werd daarom door de beschrijvers zelf als zeer voorlopig gezien. Toepassing van de traditionele vergelijkende methode suggereerde een verwantschap met Anabisetia, Gasparinisaura, de Dryosauridae en wellicht de in Antarctica, dus dicht bij Australië, gevonden Morrosaurus.

## Levenswijze

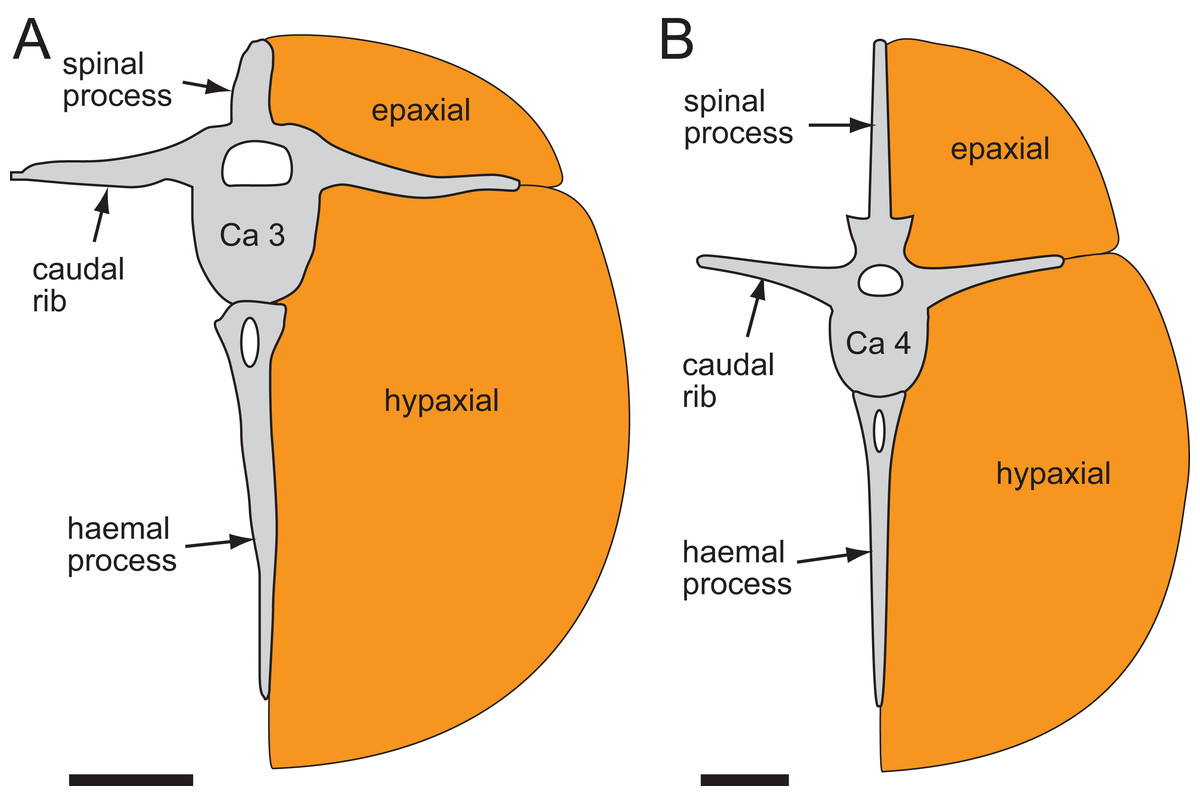
Dwarsdoorsnede van de staartspieren vergeleken met die van Hypsilophodon

Diluvicursor was hoogstwaarschijnlijk een planteneter. De habitat is in de jaren voorgaande aan de publicatie diepgaand onderzocht. Toe de gevonden fauna behoren vissen, schildpadden plesiosauriërs, pterosauriërs, zoogdieren, Theropoda en andere Ornithischia. Het merendeel daarvan was in 2017 nog onbeschreven.
Het landschap van Eric The Red West moet een stuk grootschaliger geweest zijn dan dat van de eerder opgegraven Dinosaur Cove. Een enorme rivier kronkelde door een tien kilometer brede stroomvlakte die ten dele begroeid was met eeuwenoude woudreuzen met een doorsnee van een meter. De meeste bomen waren coniferen behorend tot de Araucariaceae, zoals Agathis en Araucaria, de Podocarpaceae of de Cupressaceae. De kleine Diluvicursor at die natuurlijk niet maar wel planten uit een lagere begroeiing van Pteridophyta, Hepaticae, Lycopsida, Cycadophyta, Bennettitales en de voor het toenmalige Australië zo typische Taeniopteridae. Het steeds meanderen van de rivier moet een rijke variatie aan vegetatiezones geschapen hebben waarin snelgroeiende planten nieuwe open plekken vulden en altijd sappig voer voor kleine dinosauriërs beschikbaar was. Dat zou verklaren dat Diluvicursor groter is dan jongere Ornithischia van de Dinosaur Cove.
De lage staartbasis wijst op een speciale manier van voortbewegen. De epaxiale spieren op de zijuitsteeksels zoals de Musculus dorasalis caudae, moeten door de lage doornuitsteeksels ook een stuk lager geweest zijn dan de hypaxiale spieren onder de zijuitsteeksels zoals de Musculus rectus abdominus, Musculus ilio-ischiocaudalis, Musculus transversus perinei en Musculus caudofemoralis longus. Dit lijkt op de toestand bij Ajancingenia yanshini. Daarentegen zijn de spieren van beide groepen breder dan normaal. Wat precies de consequenties hiervan waren, is echter onduidelijk. De verbreding leidde vermoedelijk tot een beter loopvermogen omdat de vergrote spiermassa het dijbeen sterker naar achteren kon trekken.